# Attaque de Tilwa (2017)
Guerre du Sahel
Batailles
- Tlemss
- 1re Tilwa
- Tabankort
- Ouraren
- Adrar Bouss
- Agadez et Arlit
- Tchibarakaten
- Mangaïzé
- Tazalit
- 1re Bani Bangou
- 2e Tilwa
- Wanzarbé
- Abala
- Midal
- 1re Tongo Tongo
- 1re Ayorou
- 2e Tongo-Tongo
- Baley Beri
- 1re Inates
- 2e Inates
- Sanam
- Chinégodar
- 2e Ayorou
- 2e Bani Bangou
- Taroun
- Torodi
- Adabda
- Intagamey
- Koutougou
- Tabatol
- Takanamat
- Teguey
- Chatoumane

L'attaque de Tilwa a lieu le 22 février 2017 pendant la guerre du Sahel.

## Déroulement
Le 22 février 2017, vers 16 heures, une patrouille de l'armée nigérienne est attaquée à Tilwa, près de la localité de In Tirzawane, dans le département de Ouallam, à une dizaine de kilomètres de la frontière malienne,. Selon des sources militaires nigériennes, maliennes et françaises de RFI, les militaires sont assaillis par plusieurs dizaines de combattants à bord de motos et de pick-up. Les combats se déroulent une bonne partie de la nuit et des renforts sont envoyés depuis toutes les bases militaires frontalières. Les assaillants finissent par se replier en direction du Mali. Des patrouilles et des opérations de ratissages sont alors menées par l'armée malienne et les troupes françaises de l'opération Barkhane.

## Revendication
Le groupe d'Adnane Abou Walid al-Sahraoui, rallié à l'État islamique, présent dans la zone, est rapidement suspecté,. Ce dernier revendique effectivement l'attaque le 24 février, via l'agence mauritanienne Sahara média. Le groupe affirme également que l'opération a été directement organisée et commanditée par Al-Sahraoui. L'État islamique dans le Grand Sahara revendique l'attaque une seconde fois le 12 janvier 2018, dans un communiqué publié via l'Agence Nouakchott Information (ANI), une agence privée mauritanienne,,.

## Bilan humain
Selon une source militaire citée par Jeune Afrique et RFI, au moins onze soldats ont été tués, quatre véhicules brûlés et sept capturés. Une autre source militaire cité par l'AFP donne un bilan de deux morts et 12 disparus et fait également état de véhicules incendiés ou capturés.
Finalement, le lendemain de l'attaque, le porte-parole de l'armée, le colonel Touré Seydou Albdoula Aziz, annonce à la radio que les pertes des Forces armées nigériennes (FAN) sont de 15 morts et 19 blessés,. Cependant, un soldat succombe à ses blessures et le bilan passe ensuite à 16 morts et 18 blessés.
Dans sa revendication, le groupe d'Al-Sahraoui affirme avoir tué 12 soldats, brûlé quatre véhicules et capturé sept autres.

## Conséquences
Le gouvernement du Niger décrète un Deuil national de trois jours et la France, dont les troupes sont engagées dans l'Opération Barkhane, annonce le déploiement dans la région de Tillabéri d'un détachement de liaison et d'assistance opérationnelle (DLAO), avec notamment 50  à   80 hommes des forces spéciales.